# Свердлов, Ярослав Гарриевич
Ярослав Гарриевич Свердлов (11 июня 1968) — советский и белорусский футболист, защитник и полузащитник.

## Биография
Воспитанник СДЮШОР № 7 г. Могилёва. Во взрослом футболе дебютировал в 1986 году в составе могилёвского «Днепра», сыграв один матч во второй лиге. Затем до распада СССР выступал за команды чемпионата Белорусской ССР среди КФК.
В 1992 году в составе могилёвского «Торпедо» дебютировал в высшей лиге независимого чемпионата Белоруссии. Летом 1993 года вернулся в «Днепр», где стал основным игроком обороны. Провёл в составе «Днепра» семь лет, сыграв более 180 матчей в высшей лиге. В 1998 году со своим клубом завоевал золотые медали чемпионата. В 2000 году перешёл в «Белшину», где провёл два сезона и в 2001 году стал чемпионом и обладателем Кубка Белоруссии. В конце карьеры на один сезон вернулся в могилёвское «Торпедо», носившее название «Торпедо-Кадино» и выступавшее в первой лиге.
Всего в высшей лиге Белоруссии сыграл 258 матчей и забил 6 голов.
После окончания игровой карьеры принимал участие в матчах ветеранов.

## Достижения
- Чемпион Белоруссии: 1998, 2001
- Обладатель Кубка Белоруссии: 2001